# دیوید گریگوری (بازیکن فوتبال، زاده ۱۹۷۰)
دیوید گریگوری (انگلیسی: David Gregory؛ زادهٔ ۲۳ ژانویهٔ ۱۹۷۰) بازیکن فوتبال اهل بریتانیا است.
از باشگاه‌هایی که در آن بازی کرده‌است می‌توان به باشگاه فوتبال کانوی ایسلند، باشگاه فوتبال پیتربورو یونایتد، باشگاه فوتبال کولچستر یونایتد، باشگاه فوتبال ویونهوئه تاون، باشگاه فوتبال ایپسویچ تاون، و باشگاه فوتبال هرفورد یونایتد اشاره کرد.